# Keary Colbert
Patrick Keary Jerel Colbert (født 21. maj 1982 i Oxnard, Californien, USA) er en tidligere amerikansk footballspiller, der spillede som wide receiver. Colbert kom ind i NFL i 2004 og har spillede for Carolina Panthers, Denver Broncos, Seattle Seahawks, Detroit Lions og Kansas City Chiefs.

## Klubber
- 2004-2007: Carolina Panthers
- 2008: Denver Broncos
- 2008: Seattle Seahawks
- 2008-2009: Detroit Lions
- 2009: Florida Tuskers
- 2011: Kansas City Chiefs